# Finale della Coppa CERS 1985-1986
La finale della 6ª edizione della Coppa CERS fu disputata in gara d'andata e ritorno tra gli spagnoli del Tordera e gli italiani del Bassano. Con il punteggio complessivo di 17 a 10 fu il Tordera ad aggiudicarsi per la prima volta nella storia il trofeo.

## Le squadre
| Squadre | Partecipazioni precedenti (il grassetto indica la vittoria) |
| ------- | ----------------------------------------------------------- |
| Tordera | Nessuna                                                     |
| Bassano | Nessuna                                                     |

## Il cammino verso la finale
Il Tordera si qualificò alla finale con i seguenti risultati:
- Primo turno: eliminato lo Sporting Fontenay (vittoria per 3-2 all'andata e per 14-0 al ritorno);
- Quarti di finale: eliminato l'AGOR (vittoria per 13-2 all'andata e pareggio per 6-6 al ritorno);
- Semifinale: eliminato il Sesimbra (vittoria per 6-3 all'andata e per 10-1 al ritorno).

Il Bassano si qualificò alla finale con i seguenti risultati:
- Primo turno: eliminato il Cronenberg (vittoria per 16-3 all'andata e per 5-2 al ritorno);
- Quarti di finale: eliminato il Benfica (vittoria per 8-6 all'andata e per 6-4 al ritorno);
- Semifinale: eliminato l'Atl. Forte dei Marmi (vittoria per 8-5 all'andata e per 8-6 al ritorno).

## Tabellini

### Andata
| Bassano del Grappa 21 giugno 1986 | Bassano | 6 – 6 | Tordera | Centro Giovanile |

### Ritorno
| Tordera 28 giugno 1986 | Tordera | 11 – 4 | Bassano |  |